# ジョン・E・ハインズ
ジョン・エルブリッジ・ハインズ（John Elbridge Hines、1910年10月3日 - 1997年7月19日）は、アメリカ合衆国の米国聖公会主教である。1965年、選挙制に移行してからの当時54歳での第22代米国聖公会総裁主教選出は史上最年少であり、1974年まで総裁主教の任を全うした。聖公会ケープタウン教区大主教のデズモンド・ムピロ・ツツは「自国の教会が支配する資産を売却しようとするハインズの行動はアパルトヘイトの終焉において重要な役割を果たした」と語っている。

## 若年期
アメリカ合衆国のサウスカロライナ州セネカで生まれる。1930年にユニバーシティ・オブ・ザ・サウス、1933年にバージニア神学校を卒業した。

## 聖職者叙任
彼の聖職者人生は世界恐慌中のミズーリ州ハンニバルにある行政教区で始まり、ミズーリ州のウィリアム・スカーレット主教を通じて社会的福音に精通するようになった。26歳の時、ジョージア州オーガスタのセント・ポール教会の教区牧師となり、政治的、社会的、経済的、および教育的機会に恵まれない人々を終生に渡って守り続けながら、ジョージア州での人種差別主義との闘いを始めたのである。その後、1941年から1945年までのテキサス州ヒューストンのクライストチャーチ大聖堂の教区牧師への要請を受け入れた。のちにクライストチャーチは大聖堂の地位にまで上り詰めた。
1945年10月18日に米国聖公会テキサス州教区の補佐司祭に叙任されたハインズは、1955年に教区主教となった。彼の社会的行動主義が一部の人々の間で非難されていた一方で、任期中に教会の数は増えていった。神学保守主義者と社会的自由主義者として知られるようになった彼は、1965年に米国聖公会総裁主教に選出された。社会的正義や自己決定権への使命感により、キング牧師暗殺から生じた暴動に反応したハインズは米国聖公会総合会議特別プログラムにて物議を醸した。

## 死と遺産
ノースカロライナ州で引退するまでの20年間、ノースカロライナ州のジャクソン郡キャシアズ郡区内のグッド・シェファード教会で夏の大半を説教に費やした。そこは結局、没する1年前に亡くなった妻のヘレン・オーウィグの隣に彼が埋葬された場所であった。2人は息子4人と娘1人をもうけた。子供達はいずれも両親より長生きした。テキサス州オースティンのハートランド医療センターで没した。